# Franken, Haut-Rhin
Franken là một xã thuộc tỉnh Haut-Rhin trong vùng Grand Est, đồng bắc Pháp. Xã này có diện tích 6,22 km², dân số năm 1999 là 331 người. Khu vực này có độ cao trung bình 335 mét trên mực nước biển.